# Igor Leďachov
Igor Anatoljevič Leďachov (rusky Игорь Анатольевич Ледяхов; * 22. květen 1968) je bývalý ruský fotbalista a reprezentant SSSR a Ruska.

## Reprezentační kariéra

### Sovětský svaz
Za reprezentaci SSSR odehrál 7 zápasů.

### Rusko
Igor Leďachov odehrál 8 reprezentačních utkání za ruský národní tým. S ruskou reprezentací se zúčastnil Mistrovství světa 1994.

## Statistiky
| Sovětský svaz | Sovětský svaz | Sovětský svaz |
| Roky          | Záp.          | Góly          |
| ------------- | ------------- | ------------- |
| 1992          | 7             | 1             |
| Rusko         |               |               |
| 1992          | 2             | 0             |
| 1993          | 5             | 0             |
| 1994          | 1             | 0             |
| Celkem        | 15            | 1             |